# تپه گورستان اوستی
تپه قبرستان اوستی مربوط به عصر آهن است و در شهرستان کوثر، بخش مرکزی، دهستان سنجبد شمالی، روستای نوده واقع شده و این اثر در تاریخ ۱۵ دی ۱۳۸۷ با شمارهٔ ثبت ۲۴۰۰۸ به‌عنوان یکی از آثار ملی ایران به ثبت رسیده‌است.